# 海安所城遗址
海安所城遗址，位于中国广东省湛江市徐闻县海安镇城内，为徐闻县的一个县级文物保护单位，类型为古遗址，公布时间为2005年4月29日。
海安所城遗址的历史年代为明代。